# Philipp Franz von Walther
Philipp Franz von Walther (Burrweiler, 3 de janeiro de 1782 — Munique, 29 de dezembro de 1849) foi um cirurgião e oftalmologista alemão.
Em 1803 tornou-se doutor em medicina na Universidade de Landshut, onde foi aluno de Georg Joseph Beer (1763-1821), sendo subsequentemente professor na Universidade de Bamberg, Universidade de Landshut, Universidade de Bonn (1818-1830) e Universidade de Munique. Dentre seus mais conhecidos alunos constam Johannes Peter Müller (1801-1858) em Bonn, Johann Lukas Schönlein (1793-1864) e Cajetan von Textor (1782-1860) em Landshut.
A Walther são creditadas diversas contribuições à medicina, porém é mais conhecido por seu trabalho pioneiro sobre oftalmologia e cirurgia ocular. Em 1826 descreveu a primeira tarsorrafia para fechamneto de uma porção da pálpebra para ectropion, e em seu tratado Ueber die Hornhautflecken descreveu a opacidade da córnea.
Com Karl Ferdinand von Graefe (1787-1840) foi co-editor do Journal der Chirurgie und Augenheilkunde, um influente periódico sobre cirurgia e oftalmologia. A Walther é também creditado ter feito numerosos experimentos sobre galvanismo médico.

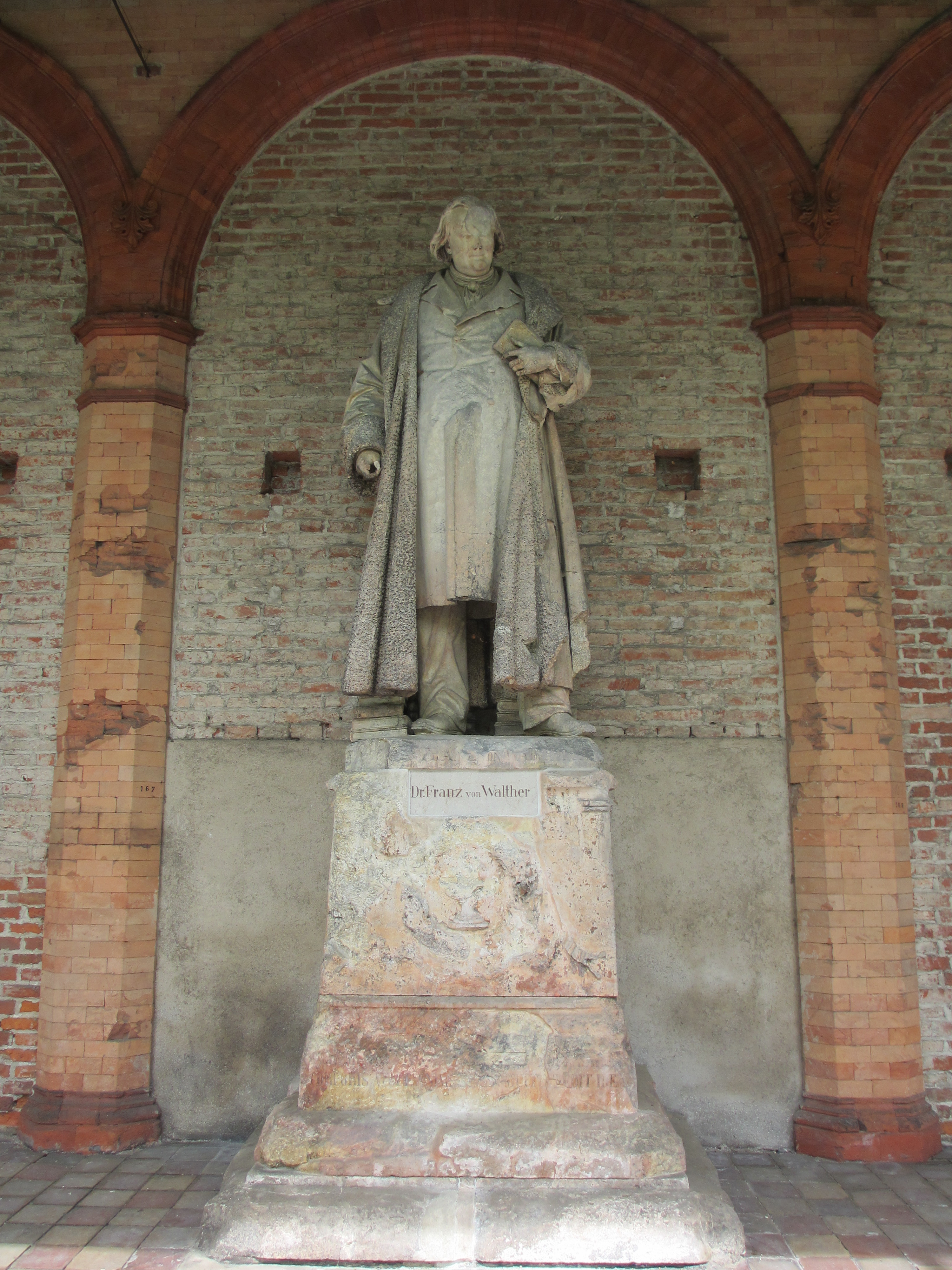
Sepultura de Philipp Franz von Walther no Alter Südfriedhof em Munique

## Publicações selecionadas
- Ueber die therapeutische Indication und den Techniscismus der galvanischen Operation, 1803
- Ueber das Alterthum der Knochenkrankheiten, 1825
- Ectropicum anguli oculi externi, eine neue Augenkrankheit und die Tarsoraphie, eine neue Augen-Operation (Ectropicum anguli externi oculi, a new eye disease and Tarsorrhaphy, a new eye surgery), 1826
- Ueber die Trepanation nach Kopfverletzungen (Concerning trepanation for head injuries), 1831
- Die Lehre vom schwarzen Star und seine Heilart; Pathologie und Therapie der Amarose (Pathology and Treatment of Amaurosis), 1840
- Ueber die Amaurose nach Superciliar-Verletzungen, 1840
- Ueber die Revaccination (Concerning Re-vaccination), 1844
- Ueber die Hornhautflecken (About spots on the cornea), 1845
- Kataraktologie, Beobachtung einer Cornea conica im chirurgisch-ophthalmologischen Klinikum in München (Observation of a cornea conica in the Surgical Eye Hospital in Munich), 1846
- Wieder-Anheilung einer ganz abgehauenen Nase (S.521-235, 1 Taf.). and Nachricht über die Anheilung einer, zwei Stunden lang völlig abgetrennten Nase; ein Sendschreiben des R.Markiewicz an C.F. Graefe (S.536-537).